# Daubel

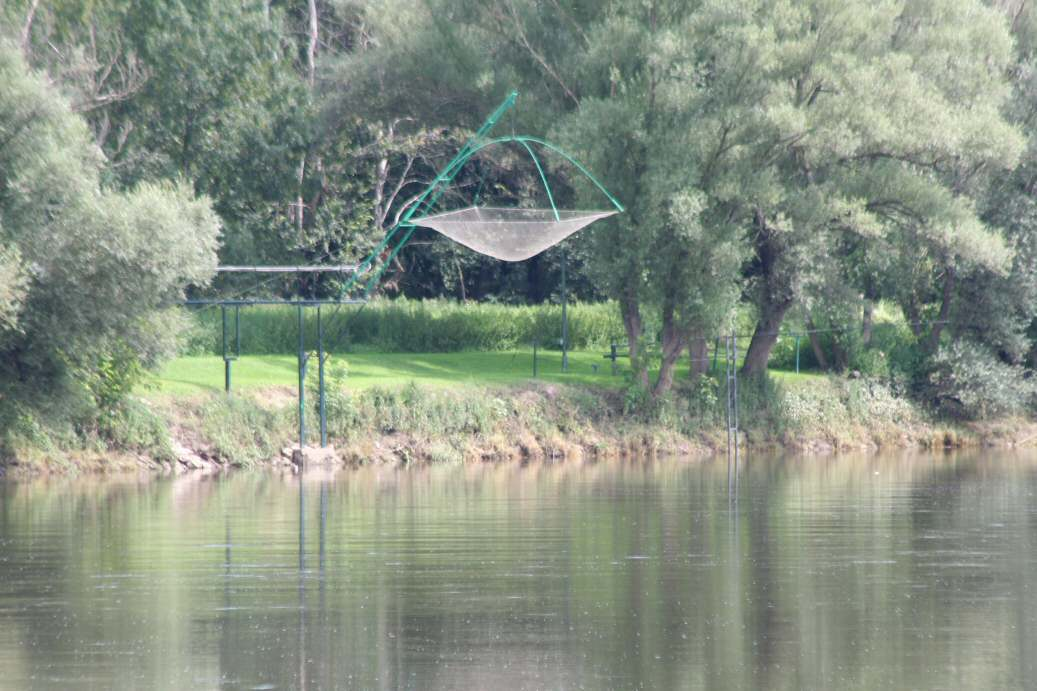
Daubel an der March

Die Daubel oder das Hebenetz ist ein Fischernetz, das zum Fang der Fische einfach auf den Flussgrund abgesenkt und nach einiger Zeit wieder aufgehoben wird, wobei die gerade über dem Netz befindlichen Fische im Netzsack gefangen werden. Das quadratische Netz wird auf elastische Stäbe oder Bögen gespannt, die länger als die Diagonalen des Netzes sind. Sie sind einerseits an den vier Netzecken befestigt, andererseits stecken sie in den vier Hülsen des sogenannten Kreuzes. Je nach der Größe des Gerätes unterscheidet man Köderfischdaubel, Handdaubel, Landkran oder Zillenkran. Die größten Daubeln haben eine Netzseitenlänge von 4,5 Metern. In Niederösterreich ist eine Maschenweite von mindestens 40 mm vorgeschrieben.
Das Aufheben des Netzes geschieht üblicherweise über eine Seilwinde und eine Umlenk-Rolle, die an der Spitze eines einfachen Kranes montiert ist. Um den Fangerfolg zu erhöhen, werden oft oberhalb des Daubelplatzes kurze Bretterzäune senkrecht zum Flussufer in die Strömung geheftet, wodurch ein künstlicher Fischeinstand entsteht, wo sich die Fische sammeln.
Die Daubelfischerei wird in Österreich betrieben. Sie darf nach einem Dekret von Maria Theresia nur an der Thaya, der March und an der Donau ausgeübt werden.